# Nakladatelství Olympia
Nakladatelství Olympia est une maison d'édition tchèque qui s'est traditionnellement concentrée principalement sur la littérature liée au sport et aux loisirs, bien que son champ d'action se soit progressivement élargi depuis les années 1960.

## Histoire
Elle est fondée en 1954 en tant qu'entreprise de l'Association tchécoslovaque d'éducation physique, qui publie à la fois des livres et des périodiques axés sur le sport. En 1991, la maison d'édition est transformée en société par actions. À la suite de l'éclatement de la Tchécoslovaquie en 1993, il devint la propriété de l'Association tchèque d'éducation physique.
Depuis 2000, la maison d'édition est située à Prague 1, rue Klimenstská 1. A cette date, elle a publié plus de 3 000 ouvrages. Beaucoup d'entre eux sont regroupés en éditions thématiques,.